# Noc w Klostertal
Noc w Klostertal – spektakl Teatru Telewizji z cyklu Teatru Sensacji „Kobra” z 1969 roku w reż. Tadeusza Aleksandrowicza. Adaptacja sztuki Juraja Vaha.

## Opis fabuły
Dwaj funkcjonariusze zachodnioniemieckiej policji – docent Thomas i inspektor Breda prowadzą śledztwo w sprawie zabójstwa drobnego szantażysty Kurta Wegenera. Po skomplikowanym dochodzeniu policjanci odnajdują zabójcę, chociaż podczas próby jego aresztowania dochodzi do strzelaniny w wyniku której ciężko ranny zostaje Breda. Dochodzenie ujawnia również, że pewne "wysoko postawione osoby" zamieszane w tę sprawę, maja związek z rabunkiem dużej ilości węgierskiego złota podczas ostatniej wojny. Na skutek decyzji MSZ sprawa zostaje umorzona, a zabójca unika sprawiedliwości. W tym samym czasie, gdy prezydent policji przekazuje tę decyzję Thomasowi, w szpitalu umiera Breda. 

## Obsada aktorska
- Józef Pieracki – docent Thomas
- Krzysztof Kumor – inspektor Breda
- Alicja Bobrowska – sekretarka
- Zbigniew Koczanowicz – prezydent policji
- Kazimierz Meres – doktor Strähler
- Ryszard Barycz – Wolfgang Huber
- Eugenia Herman – pani Huber
- Mieczysław Milecki – profesor Teodor Schabert
- Jacek Brick – Adolf Renner
- Alicja Migulanka – Berta Schutz
- Mieczysław Stoor – Adam Leipitzki
- Małgorzata Włodarska – panna Koch
- Anna Borowiec – panna Berger

i inni.